# Lancer du disque masculin aux Jeux olympiques d'été de 2016
Pour un article plus général, voir Athlétisme aux Jeux olympiques d'été de 2016.
Navigation
Londres 2012 Tokyo 2020
L'épreuve du lancer du disque masculin aux Jeux olympiques de 2016 se déroule les 12 et 13 août 2016 au Stade olympique de Rio de Janeiro, au Brésil.

## Résultats

### Finale (13 août)
| Rang               | Athlète             | Pays       | Essais | Essais | Essais | Essais | Essais | Essais | Marque | Notes |
| Rang               | Athlète             | Pays       | 1      | 2      | 3      | 4      | 5      | 6      | Marque | Notes |
| ------------------ | ------------------- | ---------- | ------ | ------ | ------ | ------ | ------ | ------ | ------ | ----- |
| Médaille d'or      | Christoph Harting   | Allemagne  | 62.38  | 66.34  | –      | –      | 64.77  | 68.37  | 68.37  | PB    |
| Médaille d'argent  | Piotr Małachowski   | Pologne    | 67.32  | 67.06  | 67.55  | –      | 65.51  | 65.38  | 67.55  |       |
| Médaille de bronze | Daniel Jasinski     | Allemagne  | 65.77  | 65.01  | 66.08  | 64.83  | 63.31  | 67.05  | 67.05  |       |
| 4                  | Martin Kupper       | Estonie    | 64.47  | –      | 62.88  | –      | –      | 66.58  | 66.58  |       |
| 5                  | Gerd Kanter         | Estonie    | 65.10  | 63.01  | 64.45  | 63.73  | –      | –      | 65.10  |       |
| 6                  | Lukas Weißhaidinger | Autriche   | 62.14  | 62.44  | 61.81  | –      | –      | 64.95  | 64.95  |       |
| 7                  | Zoltán Kővágó       | Hongrie    | 64.50  | –      | 62.98  | –      | –      | –      | 64.50  |       |
| 8                  | Apóstolos Paréllis  | Chypre     | 61.00  | 60.82  | 63.72  | –      | 63.49  | 62.37  | 63.72  |       |
| 9                  | Philip Milanov      | Belgique   | 62.22  | –      | –      |        |        |        | 62.22  |       |
| 10                 | Axel Härstedt       | Suède      | 54.77  | 62.12  | –      |        |        |        | 62.12  |       |
| 11                 | Mason Finley        | États-Unis | 60.43  | –      | 62.05  |        |        |        | 62.05  |       |
| 12                 | Andrius Gudžius     | Lituanie   | 60.66  | 58.89  | –      |        |        |        | 60.66  |       |

### Qualification
- Qualification : 65,50 m (Q) ou les 12 meilleurs lancers (q)[1].

| Rang | Groupe | Athlète                   | Pays            | #1    | #2    | #3    | Marque | Notes |
| ---- | ------ | ------------------------- | --------------- | ----- | ----- | ----- | ------ | ----- |
| 1    | A      | Piotr Małachowski         | Pologne         | 64.69 | 65.89 | –     | 65.89  | Q     |
| 2    | A      | Lukas Weißhaidinger       | Autriche        | 63.43 | 65.86 | –     | 65.86  | Q, SB |
| 3    | B      | Christoph Harting         | Allemagne       | x     | 64.49 | 65.41 | 65.41  | q     |
| 4    | A      | Andrius Gudžius           | Lituanie        | 59.50 | x     | 65.18 | 65.18  | q, SB |
| 5    | A      | Gerd Kanter               | Estonie         | 62.86 | 64.02 | x     | 64.02  | q     |
| 6    | B      | Mason Finley              | États-Unis      | 61.52 | 62.55 | 63.68 | 63.68  | q     |
| 7    | B      | Axel Härstedt             | Suède           | 63.58 | x     | x     | 63.58  | q     |
| 8    | B      | Apostolos Parellis        | Chypre          | 61.60 | 63.35 | 61.74 | 63.35  | q     |
| 9    | B      | Zoltán Kővágó             | Hongrie         | 59.83 | 63.34 | 61.57 | 63.34  | q     |
| 10   | B      | Martin Kupper             | Estonie         | 61.15 | 62.92 | x     | 62.92  | q     |
| 11   | A      | Daniel Jasinski           | Allemagne       | x     | 62.83 | 61.30 | 62.83  | q     |
| 12   | B      | Philip Milanov            | Belgique        | 62.68 | 62.59 | x     | 62.68  | q     |
| 13   | B      | Sven Martin Skagestad     | Norvège         | 59.69 | 62.45 | x     | 62.45  |       |
| 14   | A      | Daniel Ståhl              | Suède           | 60.78 | X     | 62.26 | 62.26  |       |
| 15   | B      | Robert Harting            | Allemagne       | x     | x     | 62.21 | 62.21  |       |
| 16   | A      | Andrew Evans              | États-Unis      | x     | 61.87 | x     | 61.87  |       |
| 17   | B      | Robert Urbanek            | Pologne         | x     | 61.76 | 61.53 | 61.76  |       |
| 18   | B      | Mauricio Ortega           | Colombie        | x     | 61.62 | x     | 61.62  |       |
| 19   | B      | Matthew Denny             | Australie       | 60.78 | 61.16 | x     | 61.16  |       |
| 20   | A      | Benn Harradine            | Australie       | 60.82 | 60.85 | 55.68 | 60.85  |       |
| 21   | B      | Guðni Valur Guðnason      | Islande         | 53.51 | 60.45 | 59.37 | 60.45  |       |
| 22   | A      | Jorge Fernández           | Cuba            | 59.93 | 60.43 | 60.09 | 60.43  |       |
| 23   | A      | Mykyta Nesterenko         | Ukraine         | 57.87 | 60.28 | 60.31 | 60.31  |       |
| 24   | B      | Ehsan Haddadi             | Iran            | 57.86 | 59.92 | 60.15 | 60.15  |       |
| 25   | B      | Frank Casañas             | Espagne         | x     | 57.81 | 59.96 | 59.96  |       |
| 26   | A      | Tavis Bailey              | États-Unis      | x     | 59.81 | 59.25 | 59.81  |       |
| 27   | A      | Lois Maikel Martínez      | Espagne         | x     | 59.42 | x     | 59.42  |       |
| 28   | B      | Vikas Gowda               | Inde            | 57.59 | 58.99 | 58.70 | 58.99  |       |
| 29   | A      | Alex Rose                 | Samoa           | 57.24 | 56.47 | 54.42 | 57.24  |       |
| 30   | A      | Mahmoud Samimi            | Iran            | 56.94 | 55.43 | 56.07 | 56.94  |       |
| 31   | A      | Yevgeniy Labutov          | Kazakhstan      | 55.54 | 54.02 | 54.82 | 55.54  |       |
| 32   | B      | Oleksiy Semenov           | Ukraine         | 54.69 | 54.59 | 55.35 | 55.35  |       |
| 33   | A      | Sultan Mubarak al-Dawoodi | Arabie saoudite | x     | 54.09 | 54.84 | 54.84  |       |
| 34   | A      | Fedrick Dacres            | Jamaïque        | x     | x     | 50.69 | 50.69  |       |
|      | B      | Danijel Furtula           | Monténégro      | x     | x     | x     | NM     |       |

## Légende
Records et Performances
- AR : Record continental (area record)
- CR : Record des championnats (championship record)
- MR : Record du meeting (meet record)
- NR : Record national (national record)
- OR : Record olympique (olympic record)
- PR : Record paralympique (paralympic record)
- PB : Record personnel (personal best)
- SB : Meilleure performance personnelle de la saison (season's best)
- WL : Meilleure performance mondiale de l'année (world leader)
- WJR : Record du monde junior (world junior record)
- WR : Record du monde (world record)

Circonstances et Conditions
- DNF : N'a pas terminé (did not finish)
- DNS : N'a pas pris le départ (did not start)
- DQ : Disqualification (disqualification)
- NM : Aucun essai valable enregistré (No Mark)
- Q : Qualifié « directement » au prochain tour (ou à la prochaine compétition), lors d'une compétition majeure, grâce au classement ou à la réalisation des minima (automatic qualifier)
- q : Qualifié au prochain tour (ou à la prochaine compétition), lors d'une compétition majeure, grâce au repêchage ou à la réalisation de l'une des meilleures performances parmi celles des « non qualifiés directement » (grâce au meilleur temps ou à la meilleure distance par exemple) (secondary qualifier)